# Romeo Tigliani
Romeo Tigliani (Bolzano, 29 maggio 1946 – Varese, 9 giugno 2018) è stato un hockeista su ghiaccio italiano, di ruolo portiere.
Se si eccettua una breve parentesi di una stagione (1968-1969) giocata in prestito con l'Asiago, ha vestito, dalle giovanili fino al 1977, la maglia del Bolzano, con cui ha vinto due scudetti (1972-1973 e 1976-1977). Ha chiuso la carriera con il Merano.
Ha a lungo vestito anche la maglia dell'Italia, disputando tre edizioni dei mondiali di gruppo B ed una di gruppo C.
È morto a Varese, dove si era trasferito dopo il ritiro e dove era divenuto custode del PalAlbani.
Anche il fratello Giorgio è stato portiere di hockey su ghiaccio.